# Saxelbye
Saxelbye är en by i civil parish Grimston, i distriktet Melton, i grevskapet Leicestershire, England. Byn är belägen 20 km från Leicester. Orten har 27 invånare (2000). Saxelby var en civil parish fram till 1936 när blev den en del av Grimston. Civil parish hade 75 invånare år 1931. Byn nämndes i Domedagsboken (Domesday Book) år 1086, och kallades då Saxelbie.